# Coleophora infantilella
Coleophora infantilella é uma espécie de mariposa do gênero Coleophora pertencente à família Coleophoridae.